# 石頭軍艦

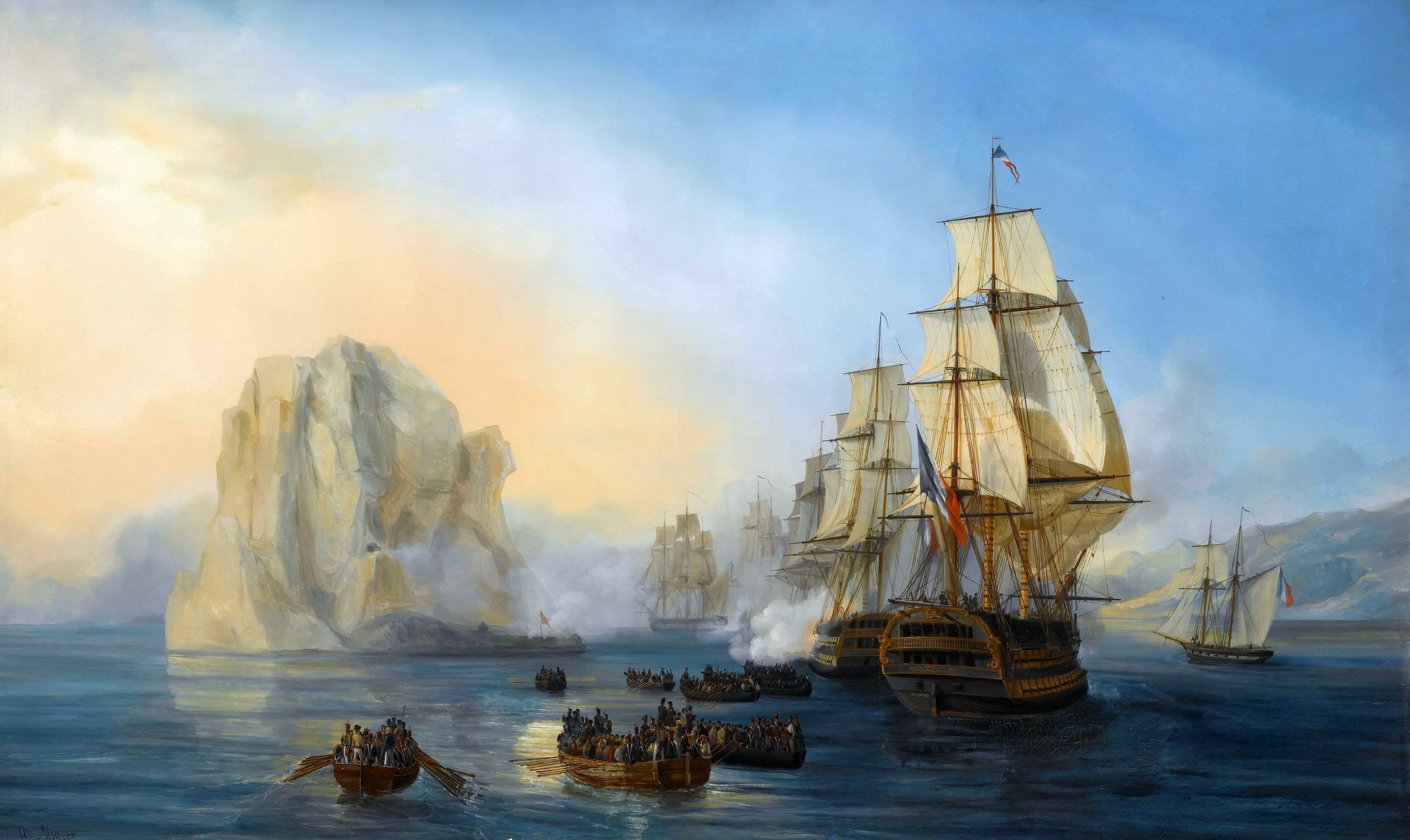
1805年，法國戰艦攻擊馬提尼克島附近的鑽石岩。

石頭軍艦（Stone frigate）是指設在陸地上的海軍設施。
「石頭軍艦」是一個非正式術語，起源於英國皇家海軍 (RN)，因為它在1803-1804年間使用馬提尼克島附近的一個島嶼鑽石岩作為「單桅戰艦」來騷擾法國人。皇家海軍被禁止統治陸地，所以這塊土地被服役為船舶。第一艘石頭軍艦的指揮權交給了胡德準將的第一副官詹姆斯·威爾克斯·莫里斯，他用從準將的船上取下的大砲，配備了120名船員，直到1805年在鑽石岩戰役中被法國人佔領。
直到19世紀後期，皇家海軍的訓練和其他支援設施都設在廢船上；這些廢船是停泊在港口的老式木製戰列艦，作為接收艦、倉庫艦或浮動兵營。海軍部認為岸上住所費用昂貴，而且容易導致紀律鬆懈。
隨著19世紀後期船舶開始使用越來越複雜的技術，這些設施變得太大而無法繼續漂浮，於是被遷移到岸上設施，同時保留了它們以前的艦名。早期的「石頭軍艦」是工程培訓學院“馬爾堡號”号1855，於1880年遷至樸茨茅斯上岸。砲術學校在1891年遷至鯨魚島上岸後，繼續被命名為HMS Excellent。到第一次世界大戰時，英國大約有二十五艘「石頭軍艦」。
根據1866年海軍紀律法（29 & 30 Vict. c. 109）第87條，該法的條款僅適用於記錄在軍艦名冊上的皇家海軍軍官和水兵。當岸上設施開始變得越來越普遍時，有必要將設施的名稱分配給一艘實際的船隻，該船隻成為分配到該設施的人員的「名義倉庫艦」，從而確保他們受該法條款的約束。

## 另見
- 海岸砲兵
- 永不沉沒的航空母艦
- 皇家海軍岸上設施列表
- 阿森松島，以前稱為HMS Ascension
- HMCS Stone Frigate
- USS Rancocas
- USS Recruit (TDE-1)
- KNM Harald Haarfagre（挪威语） — 前身為馬德拉營地；以海岸防禦艦HNoMS Harald Haarfagre命名；其他挪威岸上設施的樣式為堡壘或基地，而不是船舶。